# Cladonia pocillum
Cladonia pocillum (Ach.) O.J. Rich. (syn. Cladonia pyxidata subsp. pocillum (Ach.) E.Dahl) ist eine Flechtenart aus der Familie der Cladoniaceae.

## Merkmale

### Makroskopische Merkmale
Die Thallusschuppen sind 1–2 mm breit, grau bis bräunlich und sich dachziegelig deckend, übereinander wachsend. Die Podetien sind oft klein, grobkörnig berindet und ohne Soredien. Der Becher ist geschlossen. Die Apothecien sind braun.

### Tüpfelreaktion
Die Thallusschuppen und Podetien verfärben sich beim Beträufeln mit para-Phenylendiamin rostrot bis rot (P+).

### Flechteninhaltsstoffe
Fumarprotocetrarsäure und Protocetrarsäure.